# 瑞典共产主义青年
瑞典共产主义青年（瑞典語：Sveriges Kommunistiska Ungdomsförbund，缩写为SKU）是瑞典共产党 (1995年)的青年翼。该组织成立于2000年。该组织以马克思列宁主义为指导思想。该组织是世界民主青年联盟的成员。该组织曾派代表参加欧洲共产主义青年组织会议。